# Efuru
Efuru es una novela de Flora Nwapa publicada en 1966 como el número 26 de la Serie de Escritores Africanos de Heinemann, lo que la convirtió en el primer libro escrito por una mujer nigeriana publicado internacionalmente. El libro trata sobre Efuru, una mujer igbo que vive en un pequeño pueblo del África occidental colonial.  

## Argumento
La historia se desarrolla en una comunidad rural igbo en África occidental y sigue a la protagonista, Efuru, una mujer fuerte e hermosa, hija de un líder tribal. A pesar de las tradiciones, se enamora de Adizua, un granjero pobre, y huye con él, causando consternación en su comunidad. A pesar de no seguir las costumbres, Efuru apoya financieramente a su esposo y es leal, ganándose el afecto de su suegra y tía casada. Acepta la ayuda de una joven llamada Ogea para cuidar de su hogar y apoyar a sus padres necesitados. Sin embargo, Adizua abandona a Efuru y a su hija, repitiendo la historia de abandono de su propio padre.
Tras la trágica muerte de su hija, Efuru descubre que su esposo Adizua se ha casado con otra mujer y ha tenido un hijo con ella. A pesar de los intentos de sus suegros de persuadirla para que permanezca en la casa , Efuru decide buscar a Adizua. Ante el fracaso de su búsqueda, abandona la casa y regresa a la de su padre, quien la recibe con alegría, reconociendo que ella puede cuidarlo mejor que otros. 
Efuru conoce a Gilbert, un hombre educado, quien le propone matrimonio siguiendo la tradición de visitar a su padre, a lo cual Efuru acepta. El primer año de su matrimonio es feliz, pero surgen problemas cuando Efuru no logra concebir. Más tarde, es elegida por la diosa del lago, Uhamiri, para ser una de sus adoradoras, a pesar de que Uhamiri se sabe que ofrece riqueza y belleza a sus seguidores, pero con la limitación de tener pocos hijos. El segundo matrimonio de Efuru finalmente también fracasa, ya que su marido la maltrata en favor de sus otras dos esposas.

## Recepción
La novela Efuru es reconocida como un paso importante en la literatura nigeriana y en el movimiento feminista de Nigeria, ya que fue "la primera novela publicada por una mujer nigeriana en inglés".  Como resultado, la autora recibió el título de “Ogbuefi”, que se traduce como “asesino de vacas”. Este título es de gran importancia, ya que normalmente es dado a los hombres. Además, Nwapa el gobierno nigeriano le otorgó varios premios después de la publicación de Efuru.
Tras su publicación la autora keniana Grace Ogot habló positivamente de la novela en una reseña que apareció en el East Africa Journal en 1966, afirmando que "de las muchas novelas que están siendo publicadas fuera de Nigeria, Efuru es una de las pocas que retrata vívidamente la vida de la mujer dando un tratamiento marginal a los asuntos de los hombres”. A los homólogos masculinos de Nwapa, sin embargo, no les gustó tanto el libro. El crítico literario Eldred Jones y el autor Eustace Palmer representan la opinión de algunos escritores nigerianos de la época, que criticaron a Nwapa por centrarse en los asuntos de las mujeres. Los críticos posteriores de Efuru, sin embargo, elogiaron a Nwapa por crear unas mujeres protagonistas diferentes a las creadas por los escritores nigerianos. La autora Rose Acholonu describió a Nwapa y a otras escritoras africanas como "pioneras" capaces de "romper los sellos de silencio e invisibilidad de la protagonista femenina de los primeros escritores masculinos tradicionalistas".
Naana Banyiwe-Horne elogió el uso del diálogo como elemento estilístico de la novela.  A través del diálogo que utiliza Nwapa, se puede crear una imagen precisa de cómo es la vida de las mujeres igbo. El uso del diálogo en Efuru permite que surja un sentido de feminismo africano, libre de los valores impuestos por Occidente. 